# Kaita (Naantali)
Pour les articles homonymes, voir Kaita.
Kaita est une île de l'archipel finlandais à Naantali en Finlande.

## Géographie
Kaita est à environ 20 kilomètres à l'ouest de Turku. 
Sa superficie est de 63 hectares et sa plus grande longueur est de 1,87 kilomètre dans la direction nord-sud.
L'île s'élève à environ 10 mètres d'altitude,.
Kaita est située entre deux grandes îles : Otava à l'ouest et Luonnonmaa à l'est, et trois îles plus petites : Mustike et Vaivio au nord et Auva au sud.

## Transports
Kaita n'est pas accessible par la route.